# Berneck
Berneck é uma comuna da Suíça, no Cantão São Galo, com cerca de 3.405 habitantes. Estende-se por uma área de 5,62 km², de densidade populacional de 606 hab/km². Confina com as seguintes comunas: Au, Balgach, Oberegg (AI), Walzenhausen (AR).
A língua oficial nesta comuna é o Alemão.